# Iwatsukia
Iwatsukia là một chi rêu trong họ Cephaloziaceae.